# Église Saint-Étienne d'Homblières
L'église Saint-Étienne d'Homblières est une église située à Homblières, en France.

## Localisation
L'église est située sur la commune de Homblières, dans le département de l'Aisne.